# 馬維祺
馬維祺（1847年—1875年），直隸省定興縣（今中華人民共和國河北省）人，清朝武术家，董海川之徒，八卦掌代表人物之一。

## 生平
馬維祺家中在北京城東便門開設維記德煤炭廠，綽號「煤馬」。同治年間，董海川因年老，離開肅王府，曾經住在馬維祺家中三年，這段時間，馬維祺專心跟隨董海川練功，功力精進，因而以武藝聞名北京。他擅長風輪掌、點腿及翻背捶，有「鐵腿煤馬」之稱，與尹福、程廷華、梁齋文齊名，被認為是董海川門下四大弟子之一。經尹福推薦，曾在佛音尼布家擔任護院。
他性情暴烈，好與人鬥，與師兄尹福的徒弟馬貴，被人合稱為「二馬」。每日清早都會到天壇一帶的武館與人比試，也曾遠赴河北、河南、山東一帶向人挑戰，與不少人結下樑子。
他年紀很輕（29歲）就過世了，在家中抱著孫女清晨散步時，突然吐血而亡，死因眾說紛紜。傳說因為他犯了武林規矩，一位董海川不知名的秘傳弟子上門執行家法，將他打死。也有傳說他是被人下毒而亡。
馬維祺並沒有收弟子，他的風輪掌只有傳給尹福弟子劉棟臣的弟弟劉彩臣。馬維祺死後，劉彩臣拜程廷華為師，因此程廷華所傳的柔掌中，加入了風輪掌的元素與腿法。